# Belleville (Ontario)
Belleville város Kanadában, Ontario tartományban. Lakosainak száma 50 716 fő (2016). Hastings megye székhelye.
Belleville Centre Hastings és Prince Edward County településekkel határos.

## Népesség
A település népességének változása:

| 2011 | 49 454 |
| 2016 | 50 716 |

## Galéria

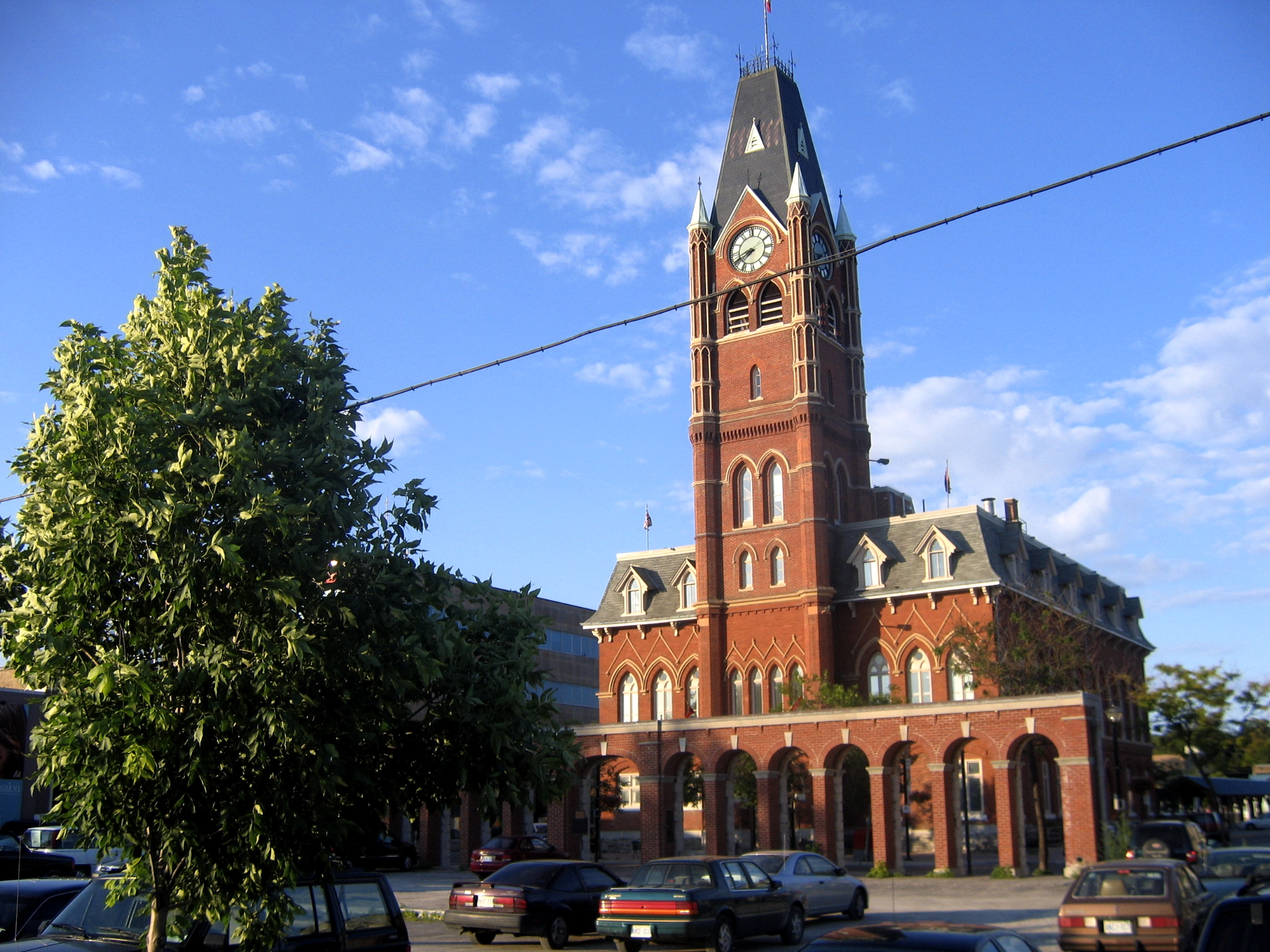
Városháza
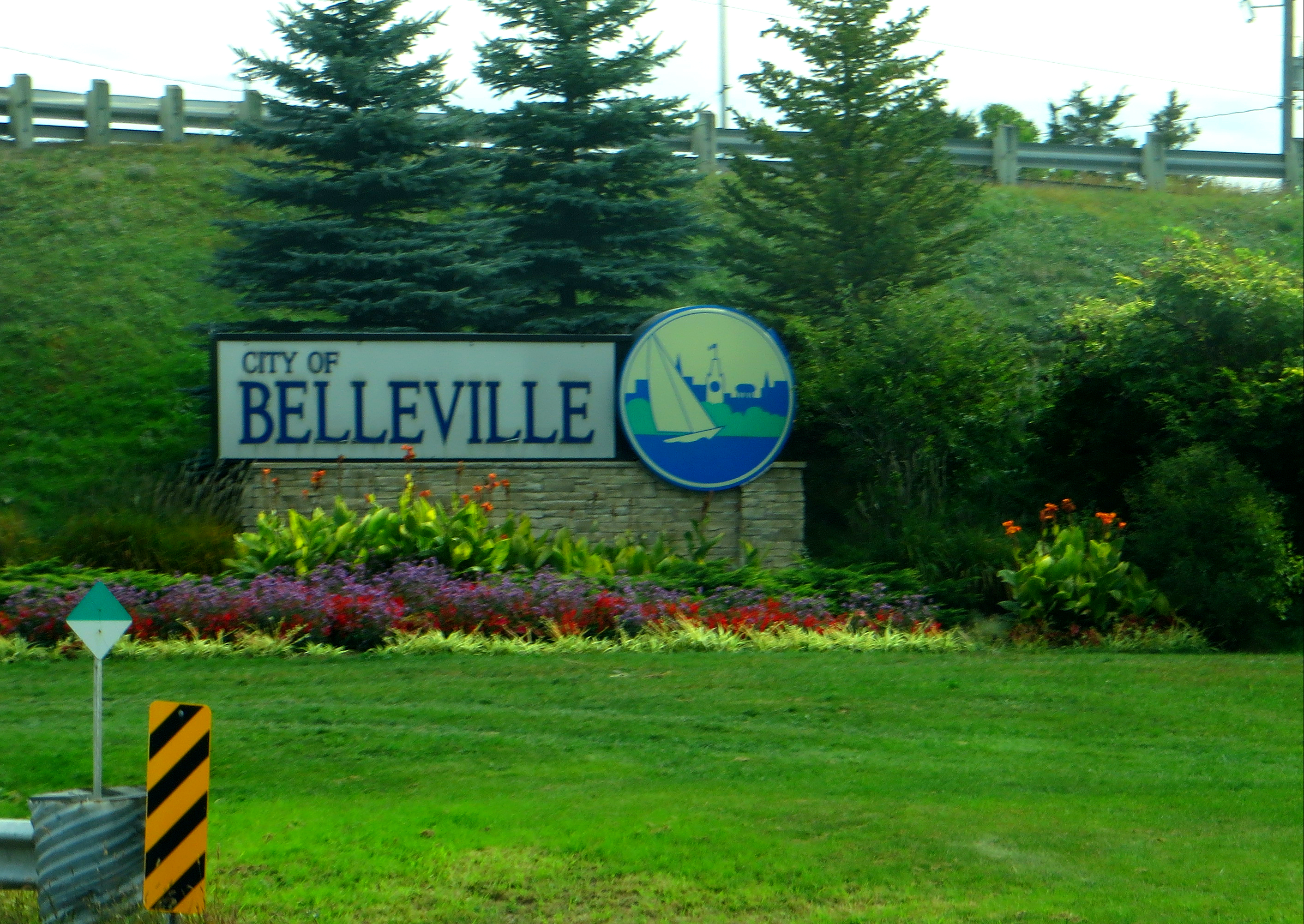
Várostábla
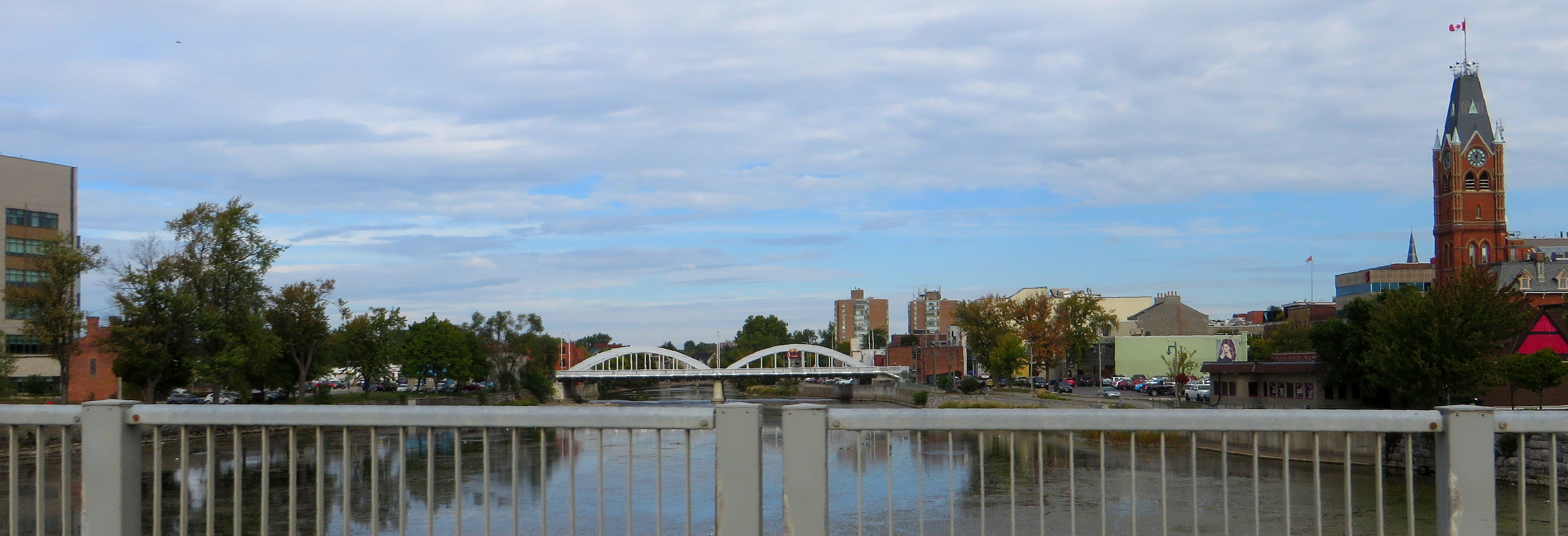
Városkép